# Happy People/U Saved Me
Albums de R. Kelly
Chocolate Factory
(2003) TP.3 Reloaded
(2005)
Happy People/U Saved Me est un le 6e album studio en solo du chanteur américain R. Kelly. C'est un double-album sorti fin août 2004.
Avec ce nouvel opus, le chanteur tourne sa notoriété en sympathie, reconnaissant qu’il n’est pas un homme parfait, qu’il a souvent péché, mais il croit en Dieu, et recherche simplement l’amour et la paix. C’est ce qu’il exprime dans Happy People/U Saved Me, un double CD contenant 2 CD distincts.
Le 1er, Happy People, est un album dont les mots d’ordres sont l’amour et la fête, le second U Saved Me est plus spirituel, et tourné vers Dieu. Cela n’est pas une coïncidence. R. Kelly se détourne des allégations sexuelles porté contre lui en se mettant dans la peau de quelqu’un qui a péché, et qui lutte toujours avec cette tentation, de manière joyeuse sur le premier CD, et avec des remords dans le second. 
Ainsi, on ne retrouve pas de paroles sexuelles dans ce double-album, pourtant marque de fabrique de l'artiste. 
En résumé, le premier CD est un disque d’ambiance qui peut sembler répétitif. Dans le second, le chanteur, malgré tous les péchés qu’il a pu commettre, demande toujours son pardon.
L'album entra #2 au Billboard Hot 200 en 1re semaine aux États-Unis avec 404 000 copies écoulées (env. 1 000 000 au total). En 2e semaine, l'album perdra 4 places pour 127 000 disques vendus.
L'album a été certifié 3x disque de platine par la RIAA, car c'est un double-album.

## Titres
Disque 1 : Happy People
1. Weatherman
2. Red Carpet (Pause, Flash)
3. Love Signals
4. Love Street
5. Ladies' Night (Treat Her Like A Lady)
6. If
7. The Greatest Show On Earth
8. It's Your Birthday
9. Steppin' Into Heaven
10. If I Could Make The World Dance
11. Happy People

Disque 2 : U Saved Me
1. 3-Way Phone Call (feat. Kelly Price, Kim Burell and Maurice Mahan)
2. U Saved Me
3. Prayer Changes
4. How Did You Manage
5. I Surrender
6. When I Think About You
7. The Diary Of Me
8. Spirit
9. Leap Of Faith
10. Peace

## Classement dans les charts
| USA         | 2  | 6  | 9  | 11 | 17 | 29 | 33  | 36  | 51  | 52  | 75 | 110 | 145 | 193 |  |  |  |     |  |  |
| Royaume-Uni | 11 | 24 | 31 | 48 | 68 | 89 | 89  | 60  | 57  | 66  | 86 | 109 | 162 |     |  |  |  | 193 |  |  |
| France      | 19 | 28 | 34 | 59 | 76 | 93 | 120 | 136 | 173 | 194 |    |     |     |     |  |  |  |     |  |  |